# مسحة (طبريا)
قرية فلسطينية في قضاء طبريا تأسست على أرضها مستوطنة كفار طابور.
في عام 1596 ظهرت القرية تحت اسم في في العهد العثماني سجلات الضرائب كجزء من ناحية طبرية في سنجق صفد. تمت الإشارة إليه على أنه خالية، ولكنها دفعت معدل ضريبة ثابت قدره 25٪ على المنتجات الزراعية. وشملت هذه المنتجات القمح والشعير والقطن. وبلغ إجمالي الضرائب 3,300 آقجة. وفي عام 1799 ظهرت على الخريطة التي جمعها بيير جاكوتين في ذلك العام.
في عام 1881، وصف مسح صندوق استكشاف فلسطين لغرب فلسطين قرية "مسحة" التي يبلغ عدد سكانها 100 مسلم، وبيوتها معظمها من حجر البازلت، والقليل من الطوب والحجر. وكانت القرية تقع في سهل زراعي خالٍ من الأشجار. وكانت إمدادات المياه تأتي من أحد الصهاريج الموجودة في القرية.
اقام الصهاينة مستوطنة كفار طابور سنة 1901 م على أراضي قرية مسحة بعد شراءها من ملاكها اللبنانيين من عائلة سرسق، على يد رواد العليا الأولى تحت رعاية جمعية الاستعمار اليهودي. استقر في المنطقة ثمانية وعشرون مزارعًا بمساعدة البارون إدموند روتشيلد. وكانت المستوطنة الجديدة تُعرف في الأصل باسم مسحة على اسم القرية العربية المجاورة.